# گروگان‌گیری لوتسک
گروگان‌گیری لوتسک در ۲۱ ژوئیهٔ ۲۰۲۰ در لوتسک، استان ولین اوکراین رخ داد. مردی با نام ماکسیم کریوش اتوبوس با مسافرانش را گروگان گرفته و توسط آن میدان Teatralna را سد کرد.
سرانجام گروگان‌گیری پس از اجابت درخواست گروگانگیر از رئیس‌جمهور اوکراین مبنی بر دعوت از شهروندان برای دیدن مستند ساکنان زمین پایان یافت.